# Sedlo (Komařice)
Sedlo je malá vesnice, část obce Komařice v okrese České Budějovice v Jihočeském kraji. Nachází se asi 2,5 kilometru jižně od Komařic. Je zde evidováno 41 adres. Dle posledního sčítání zde žije 52 obyvatel.
Sedlo leží v katastrálním území Sedlo u Komařic o rozloze 4,16 km². V katastrálním území Sedlo u Komařic leží i Stradov.

## Historie
První písemná zmínka o vesnici pochází z roku 1293. Do roku 1459 patřilo Sedlo k Trhovým Svinám, potom  bylo postoupeno Ofce ze Zahrádky a jejímu manželovi Oldřichu Drochovcovi z Pláně. Jejich nástupce Petr Drochovský z Pláně prodal ves Ctiboru Dráchovskému, jehož rod držel Sedlo až do konfiskace v roce 1625. Poté ves patřila několika majitelům, dokud v roce 1673 nebyla prodána vyšebrodskému řádu cisterciáků, který ji přičlenil ke komařickému panství.

## Obyvatelstvo
| Rok            | 1869 | 1880 | 1890 | 1900 | 1910 | 1921 | 1930 | 1950 | 1961 | 1970 | 1980 | 1991 | 2001 | 2011 | 2021 |
| -------------- | ---- | ---- | ---- | ---- | ---- | ---- | ---- | ---- | ---- | ---- | ---- | ---- | ---- | ---- | ---- |
| Počet obyvatel | 159  | 195  | 201  | 181  | 206  | 178  | 183  | 122  | 117  | 85   | 57   | 42   | 31   | 32   | 52   |
| Počet domů     | 20   | 22   | 22   | 22   | 27   | 27   | 38   | 40   | 50   | 29   | 23   | 36   | 37   | 40   | 42   |

## Obecní správa
Při sčítání lidu v letech 1850–1950 Sedlo bylo osadou obce Komařice v okrese České Budějovice (v letech 1850–1910 Budějovice). Od 1. září 1950 do 13. června 1964 bylo samostatnou obcí, se kterým patřilo nejprve do okresu Trhové Sviny, ale od roku 1960 v okrese České Budějovice. Od 14. června 1964 do 30. června 1985 bylo znovu částí obce Komařice v okrese České Budějovice. Od 1. července 1985 do 23. listopadu 1990 bylo částí obce Strážkovice v okrese České Budějovice. Od 24. listopadu 1990 je opět částí obce Komařice v okrese České Budějovice. Od 1. září 1950 do 13. června 1964 k obci patřil Stradov.